# Kasteel van Venzac
Het Kasteel van Venzac (Frans: Château de Venzac) is een kasteel in de Franse gemeente Mur-de-Barrez. Het kasteel is een beschermd historisch monument sinds 1989.